# Мігель Ерран
Мігель Ерран (нар. 25 квітня 1996) — іспанський актор. Найбільш відомий тим, що грає ролі Анібала «Ріо» Кортеса у серіалі «Паперовий будинок» та Крістіана Варела Експосіто в «Еліті». У 2016 році він здобув премію «Гоя» в номінації «найкращий молодий актор» за роль у фільмі «Нічого у відповідь».

## Кар'єра
Випадкова зустріч з актором та режисером Даніелем Гузманом на вулицях Малаги призвела до прослуховування Еррана на роль Даріо у фільмі «Камбіо де нада» (Нічого у відповідь), за який він отримав нагороду «Гойя» у 2016 році.
У 2017 році його зняли як Ріо в серіалі La casa de papel, який згодом купив Netflix. У 2018 році він знявся у ролі Крістіана Варели Експосіто в оригінальному серіалі Netflix «Еліта».

## Фільмографія

### Фільми
| Рік      | Назва                                 | Роль               | Примітки       |
| -------- | ------------------------------------- | ------------------ | -------------- |
| 2015 рік | Нічого у відповідь                    | Даріо              |                |
| 2016 рік | Nomeolvides                           | Помічник директора | Короткий фільм |
| 2016 рік | 1898, Наші останні люди на Філіппінах | Солдадо Карвахаль  |                |
| 2017 рік | Невидимий охоронець                   | Мігель Анхель      |                |
| 2018 рік | Через деякий час                      | Рей                |                |
| 2018 рік | Alegría, tristeza                     | Терорист           |                |
| 2020 рік | До неба                               | Анхель             |                |

### Телебачення
| Рік       | Назва             | Роль                      | Примітки               |
| --------- | ----------------- | ------------------------- | ---------------------- |
| 2017–2021 | Паперовий будинок | Анібал «Ріо» Кортес       | Основна роль           |
| 2018–2019 | Еліта             | Крістіан Варела Експозіто | Головна роль (1 сезон) |

## Нагороди та номінації
| Рік      | Нагорода        | Категорія                 | Робота             | Результат | Ref.  |
| -------- | --------------- | ------------------------- | ------------------ | --------- | ----- |
| 2016 рік | Нагороди Goya   | Найкращий новий актор     | Нічого у відповідь | Перемога  | [ 5 ] |
| 2016 рік | ЦВК Premios     | Найкращий новий актор     | Нічого у відповідь | Номінація | [ 6 ] |
| 2016 рік | Нагороди ASECAN | Найкраща чоловіча вистава | Нічого у відповідь | Номінація | [ 7 ] |